# كورجون دانيري
كورجون دانيري (الاسم العلمي:Coregonus danneri) هو نوع من الأسماك يتبع جنس الكورجون من فصيلة سمك السلمون.